# Ram Sharan Sharma
Ram Sharan Sharma (* 26. November 1919 in Barauni nahe Begusarai, Bihar; † 20. August 2011 in Patna), meist als R. S. Sharma zitiert, war ein indischer marxistischer Historiker. Er befasste sich mit antiker und mittelalterlicher indischer Geschichte.
Sharma kam aus einfachen Verhältnissen, ging ab 1937 auf das Patna College und wurde an der School of Oriental and African Studies der Universität London bei A. L. Basham promoviert. Danach war er Lehrer an Colleges in Arrah (1943), Bhagalpur (1944–1946) und war ab 1946 am Patna College, Teil der Patna University, mit einer Universitätsprofessur ab 1958 tätig. 1958 bis 1973 stand er dort der Geschichtsfakultät vor. Danach war er Professor an der Universität Delhi, wo er ebenfalls der Geschichtsfakultät vorstand. 1985 wurde er emeritiert.
Sein Schwerpunkt lag auf der Sozialgeschichte im frühen Indien; er untersuchte die Lage der unteren Schichten der Bevölkerung (Shudra) und die Entstehung feudaler Strukturen, die nach ihm mit einem Zerfall der Städte verbunden waren.
1959 bis 1964 war er Gastprofessor (Visiting Fellow) an der School of Oriental and African Studies (wo er Senior Fellow war) und 1965/66 an der University of Toronto.
Er war 1972 Gründungspräsident des Indian Council of Historical Research. 1969 erhielt er die Jawaharlal Nehru Fellowship. 1975 war er Präsident des Indian History Congress.
Er kam in seiner Jugend in Berührung mit Bauern-Führern wie Karyanand Sharma und Swami Sahajanand Saraswati und gehörte zur politischen Linken.

## Schriften
- Aspects of Political Ideas and Institutions in Ancient India, Motilal Banarsidass, 5. Auflage, Delhi, 2005
- Sudras in Ancient India: A Social History of the Lower Order Down to Circa A D 600, Motilal Banarsidass, 3. Auflage, Delhi, 1990, Reprint 2002
- Perspectives in Social and Economic History of Early India, Munshiram Manoharlal, Delhi, 2003
- Material Culture and Social Formations in Ancient India, Macmillan Publishers, Delhi, 1985
- Urban Decay in India (c.300-1000), Munshiram Manoharlal, Delhi, 1987
- Advent of the Aryans in India, Manohar Publishers, Delhi, 2003
- Early Medieval Indian Society: A Study in Feudalisation, Orient Longman Publishers, Delhi, 2003
- Looking for the Aryans, Orient Longman, Madras, 1995
- India's Ancient Past, Oxford University Press, 2005
- Indian Feudalism, Macmillan, 3. Auflage, Delhi, 2005
- The State and Varna Formations in the Mid-Ganga Plains: An Ethnoarchaeological View, New Delhi, Manohar, 1996
- Land Revenue in India: Historical Studies, Motilal Banarsidass, Delhi, 1971.
- Light on Early Indian Society and Economy, Manaktala, Bombay, 1966.
- Communal History and Rama's Ayodhya, People’s Publishing House (PPH), 2. Auflage, Delhi 1999
- Social Changes in Early Medieval India (Circa A.D.500–1200), People’s Publishing House, Delhi.
- In Defence of "Ancient India", People’s Publishing House, Delhi.
- Some economic aspects of the caste system in ancient India, Patna, 1952.
- Transition from antiquity to the Middle Ages in India (K. P. Jayaswal memorial lecture series), Kashi Prasad Jayaswal Research Institute, Patna, 1992.
- A Comprehensive History of India: Volume Four, Part I: the Colas, Calukyas and Rajputs (AD 985–1206), People’s Publishing House, 1992, Delhi 1992
- Economic History of Early India, Viva books, 2011
- Rethinking India's Past, Oxford University Press, 2009